# Hamlet (Észak-Karolina)
Hamlet város az USA Észak-Karolina államában, Richmond megyében. Lakosainak száma 6025 fő (2020. április 1.).

## Története
Richmond megye azon része, amely ma Hamletet is magában foglalja, eredetileg Sandhills néven volt ismert.
Az első házat 1869-ben építették. 1872-ben a földet John Shortridge, egy angol bevándorló vásárolta meg, aki egy textilgyárat tervezett építeni egy patak mentén. A következő évben átnevezte a települést Hamletre, állítólag a Brit-szigeteki falvak előtt tisztelegve. Az alkalom megünneplésére egy platánfát ültetett, amely 1946-ig állt.

## Népesség
A település népességének változása:
| Lakosok száma | 639  | 6495 | 6025 |
|               | 1900 | 2010 | 2020 |